# ハイメ・ロドリゲス
ハイメ・アルベルト・ロドリゲス・ヒメネス（Jaime Alberto Rodríguez Jiménez , 1960年1月17日 - ）は、エルサルバドル出身の元サッカー選手、サッカー指導者。現役時代のポジションはDF（リベロ）。愛称はチェローナ（Chelona）で、日本ではそれが登録名にもなっていた。

## 来歴
16歳でアリアンサFCとプロ契約、以来ドイツ、メキシコ、フィンランドの海外のクラブを渡り歩いた。1982年にエルサルバドル代表に選出され、同年のワールドカップ・スペイン大会を始め1990年までに50試合に出場した。
1991年秋に日本でのプレーを希望し来日。当初はJリーグに参加予定だった日産自動車の練習に参加。当時監督だった清水秀彦は彼のリベロとしての能力に注目し、「オスカー（元ブラジル代表主将）以上かもしれない」と評した。しかし日産には井原正巳・柱谷哲二らセンターバックの有望株が在籍していた上、翌年には小村徳男の加入も控えていたために獲得は見送られ、最終的に日本サッカーリーグ2部のNKKに入団した。NKK入りが決まると、母国の国民的英雄ということもあり、エルサルバドルの国営放送のクルーが送り込まれた。活躍が認められ翌1992年にJリーグの横浜フリューゲルスへ移籍。加茂周監督の下でゾーンプレスを志向するチームの中心選手として期待されたが、1年目は怪我、2年目は外国人枠の関係で出場機会は少なかった。
帰国後は引退試合がサンサルバドル・ロサンゼルスで開催され、後者の試合は現地のエルサルバドル人出稼ぎ労働者が集まり4万人ものファンが来場した。
アリアンサFCの監督、エルサルバドル代表のアシスタントコーチを経て、2009年6月にエルサルバドル国立スポーツ研究所（INDES) の会長に就任した。

## 所属クラブ
- 1975-1977  アリアンサFC（スペイン語版）
- 1978-1979  CD FAS（スペイン語版）
- 1980-1982  バイエル・ユルディンゲン
- 1982-1984  クルブ・レオン
- 1984-1985  KPV
- 1986-1990  CFアトラス
- 1990  アリアンサFC（スペイン語版）
- 1991-1992  NKKサッカー部
- 1992-1993  横浜フリューゲルス
- 1994  アリアンサFC（スペイン語版）

## 日本での成績
| 国内大会個人成績 | 国内大会個人成績 | 国内大会個人成績 | 国内大会個人成績 | 国内大会個人成績 | 国内大会個人成績 | 国内大会個人成績 | 国内大会個人成績 | 国内大会個人成績 | 国内大会個人成績 | 国内大会個人成績 | 国内大会個人成績 |
| 年度             | クラブ           | 背番号           | リーグ           | リーグ戦         | リーグ戦         | リーグ杯         | リーグ杯         | オープン杯       | オープン杯       | 期間通算         | 期間通算         |
| 年度             | クラブ           | 背番号           | リーグ           | 出場             | 得点             | 出場             | 得点             | 出場             | 得点             | 出場             | 得点             |
| 日本             | 日本             | 日本             | 日本             | リーグ戦         | リーグ戦         | リーグ杯         | リーグ杯         | 天皇杯           | 天皇杯           | 期間通算         | 期間通算         |
| ---------------- | ---------------- | ---------------- | ---------------- | ---------------- | ---------------- | ---------------- | ---------------- | ---------------- | ---------------- | ---------------- | ---------------- |
| 1991-92          | NKK              |                  | JSL2部           | 15               | 4                | -                | -                | -                | -                | 15               | 4                |
| 1992             | 横浜F            | -                | J                | -                | -                | 4                | 0                | 0                | 0                | 4                | 0                |
| 1993             | 横浜F            | -                | J                | 2                | 0                | 0                | 0                | 0                | 0                | 2                | 0                |
| 通算             | 日本             | 日本             | J                | 2                | 0                | 4                | 0                | 0                | 0                | 6                | 0                |
| 通算             | 日本             | 日本             | JSL2部           | 15               | 4                | -                | -                | -                | -                | 15               | 4                |
| 総通算           | 総通算           | 総通算           | 総通算           | 17               | 4                | 4                | 0                | 0                | 0                | 21               | 4                |

## 代表歴

### 試合数
- 国際Aマッチ（1979年-1991年）[4]

| エルサルバドル代表 | 国際Aマッチ | 国際Aマッチ |
| 年                 | 出場        | 得点        |
| ------------------ | ----------- | ----------- |
| 1979               |             |             |
| 1980               |             |             |
| 1981               |             |             |
| 1982               |             |             |
| 1983               |             |             |
| 1984               |             |             |
| 1985               | 1           | 0           |
| 1986               |             |             |
| 1987               | 5           | 2           |
| 1988               | 0           | 0           |
| 1989               | 8           | 1           |
| 1990               | 0           | 0           |
| 1991               | 1           | 1           |
| 通算               | 15+         | 4+          |